# Bogda
Bogda es una comuna ubicada en el distrito de Timiș, Rumania.

## Superficie
Posee una superficie de 78,68 kilómetros cuadrados.

## Demografía
Hasta 2021 la población era de 448 habitantes, con una densidad de población de 5,694 habitantes por kilómetro cuadrado.